# Traitement et gestion de la Covid-19
Wikipédia ne donne pas de conseils médicaux ou sanitaires. Cet article est susceptible de contenir des informations obsolètes ou inexactes. Seul un professionnel de la santé est apte à vous fournir un avis médical, et seules les autorités sanitaires de votre pays sont compétentes pour donner des consignes de santé publique relatives à la pandémie de Covid-19.
 (juin 2023).
 (mars 2021).
La mise en forme du texte ne suit pas les recommandations de Wikipédia : il faut le « wikifier ».
Les points d'amélioration suivants sont les cas les plus fréquents. Le détail des points à revoir est peut-être précisé sur la page de discussion.
- Les titres sont pré-formatés par le logiciel. Ils ne sont ni en capitales, ni en gras.
- Le texte ne doit pas être écrit en capitales (les noms de famille non plus), ni en gras, ni en italique, ni en « petit »…
- Le gras n'est utilisé que pour surligner le titre de l'article dans l'introduction, une seule fois.
- L'italique est rarement utilisé : mots en langue étrangère, titres d'œuvres, noms de bateaux, etc.
- Les citations ne sont pas en italique mais en corps de texte normal. Elles sont entourées par des guillemets français : « et ».
- Les listes à puces sont à éviter, des paragraphes rédigés étant largement préférés. Les tableaux sont à réserver à la présentation de données structurées (résultats, etc.).
- Les appels de note de bas de page (petits chiffres en exposant, introduits par l'outil «  Source ») sont à placer entre la fin de phrase et le point final[comme ça].
- Les liens internes (vers d'autres articles de Wikipédia) sont à choisir avec parcimonie. Créez des liens vers des articles approfondissant le sujet. Les termes génériques sans rapport avec le sujet sont à éviter, ainsi que les répétitions de liens vers un même terme.
- Les liens externes sont à placer uniquement dans une section « Liens externes », à la fin de l'article. Ces liens sont à choisir avec parcimonie suivant les règles définies. Si un lien sert de source à l'article, son insertion dans le texte est à faire par les notes de bas de page.
- La présentation des références doit suivre les conventions bibliographiques. Il est recommandé d'utiliser les modèles {{Ouvrage}}, {{Chapitre}}, {{Article}}, {{Lien web}} et/ou {{Bibliographie}}. Le mode d'édition visuel peut mettre en forme automatiquement les références.
- Insérer une infobox (cadre d'informations à droite) n'est pas obligatoire pour parachever la mise en page.

Pour une aide détaillée, merci de consulter Aide:Wikification.
Si vous pensez que ces points ont été résolus, vous pouvez retirer ce bandeau et améliorer la mise en forme d'un autre article.
En septembre 2021, on ne connaissait pas de traitement spécifique ou de cure efficace à la maladie à coronavirus 2019 (Covid-19), causée par le virus SARS-CoV-2,. Ainsi, la pierre angulaire de la gestion de la Covid-19 consistait en des soins de soutien, qui comprenaient le soulagement des symptômes, l'hydratation, l'oxygénothérapie au besoin, et des médicaments ou des dispositifs pour soutenir d'autres organes vitaux affectés,,,. Les anticorps monoclonaux ont aussi montré une certaine efficacité dans le traitement de cette maladie, tant en curatif qu’en préventif.

## Gestion générale
La plupart des cas de Covid-19 étaient légers. Dans ces cas, les soins de soutien comprenaient des médicaments tels que le paracétamol ou les AINS pour soulager les symptômes (fièvre, douleurs musculaires, toux), un apport adéquat en liquides et le repos,,,. Une bonne hygiène personnelle et une alimentation saine étaient également recommandées. Le CDC américain recommandait à ceux qui soupçonnent être porteurs du virus de s'isoler à la maison et de porter un masque facial.
Les personnes atteintes plus sévèrement peuvent nécessiter une hospitalisation. Chez les personnes ayant de faibles niveaux d'oxygène, l'utilisation de la dexaméthasone en combinaison avec un inhibiteur de l'interleukine-6 (Tocilizumab ou Sarilumab) était fortement recommandée par l'OMS, car elle peut réduire le risque de décès,,,. Une ventilation non invasive et, finalement, une admission dans une unité de soins intensifs pour une ventilation mécanique peuvent être nécessaires pour soutenir la respiration. Les avantages de l'oxygénation par membrane extracorporelle (ECMO) a été étudiée pour traiter l'insuffisance respiratoire,.
Plusieurs traitements expérimentaux étaient activement étudiés dans le cadre d'essais cliniques. D'autres ont été jugés prometteurs au début de la pandémie, comme l'hydroxychloroquine et le lopinavir/ritonavir, mais des recherches ultérieures ont révélé qu'ils étaient inefficaces, voire nocifs. Malgré les recherches, il n'y a toujours pas suffisamment de preuves de haute qualité pour recommander un traitement dit précoce. Néanmoins, aux États-Unis, une thérapie à base d'anticorps monoclonaux est disponible pour une utilisation précoce dans les cas à risque élevé d'évolution vers une maladie grave,. L'antiviral remdesivir est disponible aux États-Unis, au Canada, en Australie et dans plusieurs autres pays avec des restrictions variables ; cependant, il n'est pas recommandé pour les personnes ayant besoin d'une ventilation mécanique. Son utilisation est découragée par l'Organisation mondiale de la santé (OMS) en raison des preuves limitées de son efficacité.
Certaines personnes peuvent éprouver des symptômes persistants ou des séquelles après la guérison de l'infection ; ceci est connu sous le nom de Covid long. Les informations sur la meilleure prise en charge et la meilleure réadaptation pour cette condition sont encore limitées.
L'OMS, la Commission nationale chinoise de la santé, le National Institute for Health and Care Excellence du Royaume-Uni et les National Institutes of Health des États-Unis, parmi d'autres organismes et agences du monde entier, ont tous publié des recommandations et des lignes directrices pour traiter des personnes atteintes de Covid-19,,,.

## Médicaments

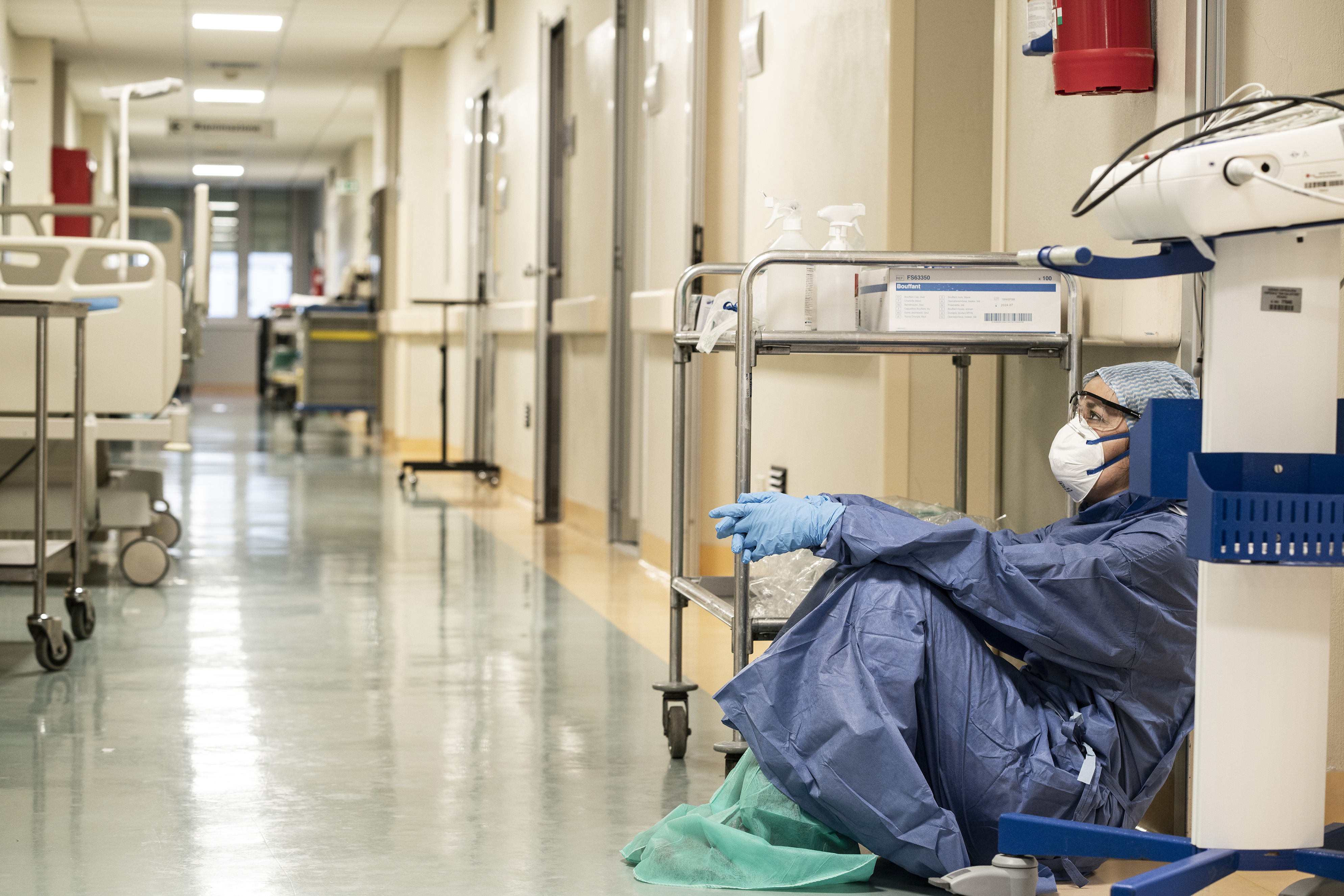
Un médecin anesthésiste épuisé à Pesaro, Italie, mars 2020.

En date de juillet 2021, aux États-Unis, le remdesivir est approuvé par le NIH pour certains patients atteints de Covid-19 et il existe des autorisations d'utilisation d'urgence pour le baricitinib, le bamlanivimab, le bamlanivimab / étesevimab et le casirivimab/imdevimab. Dans l'Union européenne, l'utilisation de la dexaméthasone et du remdesivir sont approuvés.
Plusieurs médicaments antiviraux sont à l'étude pour la Covid-19, mais aucun ne s'est encore avéré clairement efficace sur la mortalité dans les essais cliniques randomisés publiés. L'innocuité et l'efficacité du plasma de convalescence en tant qu'option de traitement nécessite des recherches supplémentaires. D'autres essais examinent si des médicaments existants peuvent être utilisés efficacement contre la réaction immunitaire du corps face à l'infection par le SRAS-CoV-2. Les recherches sur les traitements potentiels ont débuté en janvier 2020, et plusieurs médicaments antiviraux sont en cours d'essais cliniques,,. Bien que la mise au point de nouveaux médicaments s'étale dans le temps, plusieurs des médicaments testés sont déjà approuvés pour d'autres utilisations ou font déjà l'objet de tests avancés. Des médicaments antiviraux peuvent être essayés chez les personnes atteintes d'une maladie grave. Des volontaires suivis par l'OMS participent à des essais sur l'efficacité et l'innocuité de traitements potentiels.
La dexaméthasone démontre des bénéfices cliniques dans le traitement de la Covid-19 chez les patients hospitalisés avec des besoins d'oxygène selon des essais cliniques randomisés,,. Les inhibiteurs de l'interleukine-6 (Tocilizumab ou Sarilumab) démontrent aussi des bénéfices cliniques chez les patients sévèrement atteints,,. Les premières recherches suggéraient que le remdesivir raccourcissait la durée de la maladie et diminuait le risque de décès, mais cela n'a pas été confirmé par des études ultérieures.
Il a été démontré que le traitement par anticorps monoclonaux bamlanivimab/étesevimab réduisent le nombre d'hospitalisations, de visites aux urgences ou de décès d'environ 60 à 70%. La combinaison des deux médicaments a une autorisation d'utilisation d'urgence de la FDA aux États-Unis. Le REGN-COV2, un double anticorps monoclonal (casirivimab/imdevimab) bénéficie d'autorisations d'utilisation d'urgence dans de nombreux pays et d'une approbation complète au Japon dans le traitement des formes légère à modérée du Covid-19. L'AZD7442, un autre doublet d'anticorps anticorps monoclonaux est le premier traitement à avoir prouvé une efficacité en prophylaxie chez les sujets immunodéprimés ou ne répondant pas au vaccin dans une étude de phase III.
En France le traitement par anticorps monoclonaux est indiqué « en curatif dans le traitement du Covid-19, chez des patients hospitalisés nécessitant une oxygénothérapie non invasive (non intubés) et qui n’ont pas développé naturellement leurs propres anticorps (patients séronégatifs), et en prophylaxie pré-exposition ou post-exposition au SARS-COV-2, chez des populations immunodéprimées ne développant pas de réponse immunitaire malgré un schéma de vaccination complet ; pour des populations non éligibles à la vaccination et qui sont à risque de développer des formes graves de Covid-19 ».
La prise de médicaments en vente libre comme le paracétamol ou l'ibuprofène,, la consommation de liquides et le repos peuvent aider à soulager les symptômes,,. Selon leur gravité, une oxygénothérapie et une perfusion intraveineuse peuvent être nécessaires.
Plusieurs traitements ont été étudiés et se sont avérés inefficaces ou dangereux, et leur utilisation n'est donc pas recommandée. Parmi ceux-ci, on note le baloxavir marboxil, le favipiravir, le lopinavir/ritonavir, le ruxolitinib, la chloroquine, l'hydroxychloroquine, l'interféron β-1a et la colchicine.
En octobre 2021, le laboratoire Merck commence sa production en même temps qu'il prévoit de faire une demande d'autorisation de mise sur le marché à l'autorité américaine du médicament pour le molnupiravir, une pilule qui selon les tests menés par le laboratoire permettrait de réduire par deux le risque d'hospitalisation et de décès,.

## Assistance respiratoire

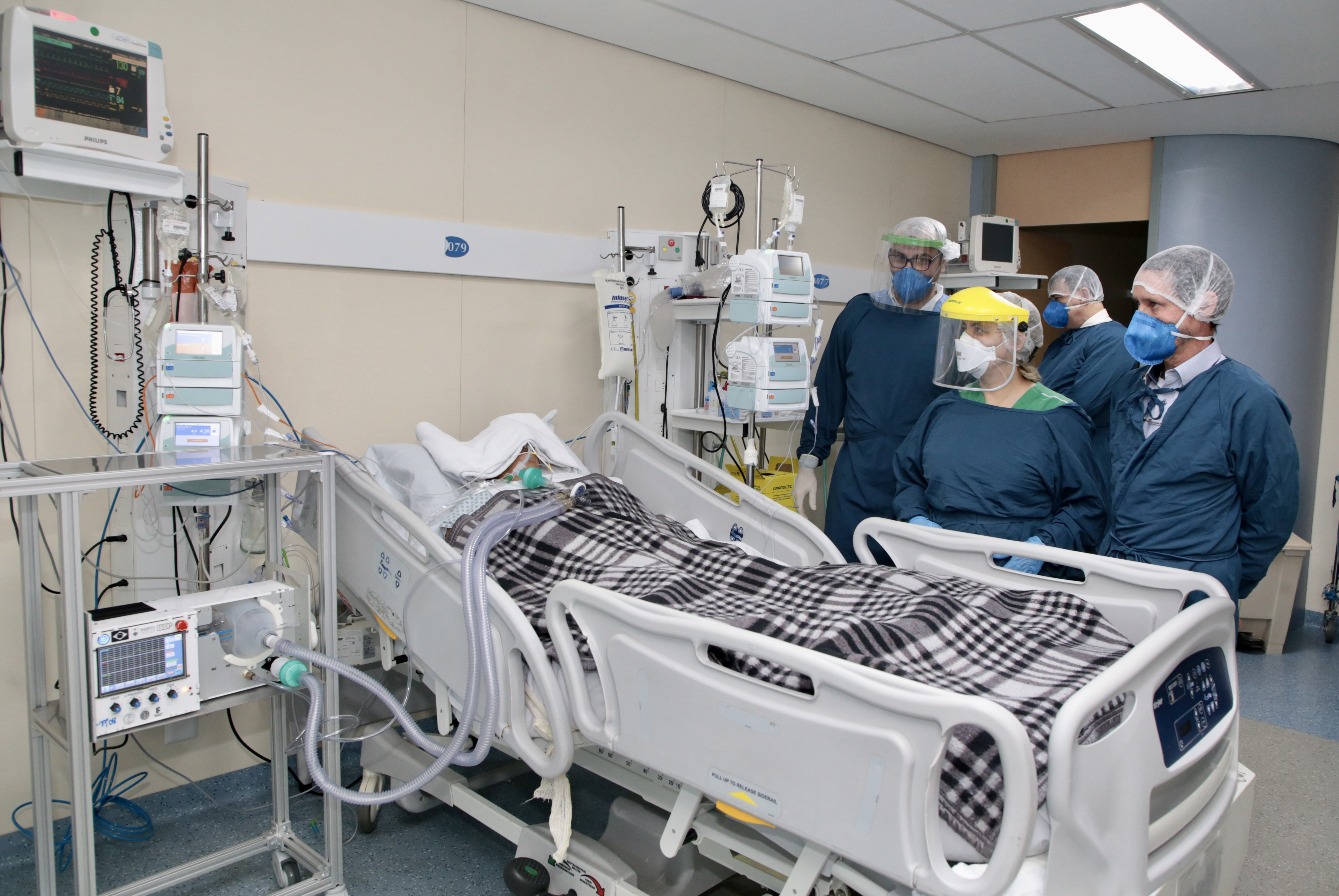
Un patient gravement malade recevant une ventilation invasive dans l'unité de soins intensifs de l' Institut de cardiologie de l'Université de São Paulo, pendant la pandémie de Covid-19 au Brésil. En raison d'une pénurie de ventilateurs mécaniques, un ventilateur de pont est utilisé en combinaison avec un masque de valve à poche.

### Ventilation mécanique
La plupart des cas de Covid-19 ne sont pas suffisamment graves pour nécessiter une ventilation mécanique, mais certains cas sévères en ont besoin,. Le type d'assistance respiratoire requis pour les personnes atteintes d'insuffisance respiratoire liée au Covid-19 est activement étudié, avec certaines preuves que l'intubation peut être évitée avec une canule nasale à haut débit ou ventilation non-invasive à pression positive (Bi-Pap). On ne sait pas lequel est le plus avantageux pour les personnes gravement malades. Certains médecins préfèrent la ventilation mécanique invasive lorsqu'elle est disponible car cette technique limite la propagation des particules d'aérosol par rapport à une canule nasale à haut débit.
Une ventilation mécanique est pratiquée chez 79% des personnes gravement malades hospitalisées, dont 62% ayant précédemment reçu un autre traitement. Parmi elles, 41% sont mortes, selon une étude américaine.
Les cas graves sont les plus fréquents chez les personnes âgées de plus de 60 ans, et en particulier de plus de 80 ans. De nombreux pays développés ne disposent pas de suffisamment de lits d'hôpitaux, ce qui limite la capacité de système de santé à gérer une augmentation soudaine du nombre de cas de Covid-19 devant être hospitalisés. Cette capacité limitée est un facteur important derrière les appels à aplatir la courbe de transmission. Une étude en Chine a révélé que 5% des patents ont été admis dans des unités de soins intensifs, 2,3% avaient besoin d'un soutien mécanique de la ventilation et 1,4% étaient décédés. En Chine, environ 30% des personnes hospitalisées pour la Covid-19 sont admises aux soins intensifs.
L'administration d'oxyde nitrique inhalé aux personnes ventilées n'est pas recommandée, et les preuves autour de cette pratique sont faibles.

### Syndrome de détresse respiratoire aiguë
La ventilation mécanique devient plus complexe à mesure que le syndrome de détresse respiratoire aiguë (SDRA) se développe dans la Covid-19 car l'oxygénation devient de plus en plus difficile. Des ventilateurs capables de modes de contrôle de pression avec ajustement de la PEP sont nécessaires pour maximiser l'apport d'oxygène tout en minimisant le risque de lésions pulmonaires et de pneumothorax associés au ventilateur par barotraumatisme.

### Oxygénation par membrane extracorporelle
L'oxygénation par membrane extracorporelle (ECMO) est une technologie pulmonaire artificielle utilisée depuis les années 1980 pour traiter l'insuffisance respiratoire et le syndrome de détresse respiratoire aiguë en cas d'échec de la ventilation mécanique conventionnelle. Dans cette procédure complexe, le sang est retiré du corps via de grandes canules, traverse un oxygénateur à membrane qui agit comme un poumon pour distribuer l'oxygène et éliminer le dioxyde de carbone, puis est renvoyé dans le corps. L'organisation ELSO (Extracorporeal Life Support Organization) tient un registre des résultats de cette technologie. Elle a été utilisée chez plus de 120 000 patients dans plus de 435 centres ECMO dans le monde. La mortalité est de 40% pour les patients adultes.
L'utilisation initiale de l'ECMO chez les patients avec Covid-19 en Chine au début de la pandémie démontrait des résultats médiocres avec une mortalité de plus de 90%. En mars 2020, le registre ELSO a commencé à collecter des données sur l'utilisation mondiale de l'ECMO pour les patients atteints de Covid-19 et à les afficher sur le site Web ELSO en temps réel. En septembre 2020, les résultats de 1035 patients atteints de Covid-19 pris en charge par l'ECMO de 213 centres expérimentés dans 36 pays différents ont été publiés dans The Lancet et ont démontré une mortalité de 38%, ce qui est similaire à de nombreuses autres maladies respiratoires traitées avec l'ECMO. La mortalité est également similaire à la mortalité de 35% observée dans l'essai EOLIA, le plus grand essai contrôlé randomisé pour l'ECMO dans le SDRA. Ces données de plusieurs centres et plusieurs pays fournissent un support provisoire pour l'utilisation de l'ECMO dans l'insuffisance respiratoire hypoxémique aiguë associée à la Covid-19. Étant donné qu'il s'agit d'une technologie complexe qui peut être gourmande en ressources, des lignes directrices existent pour l'utilisation de l'ECMO pendant la pandémie Covid-19,,.

## Prévention de la transmission

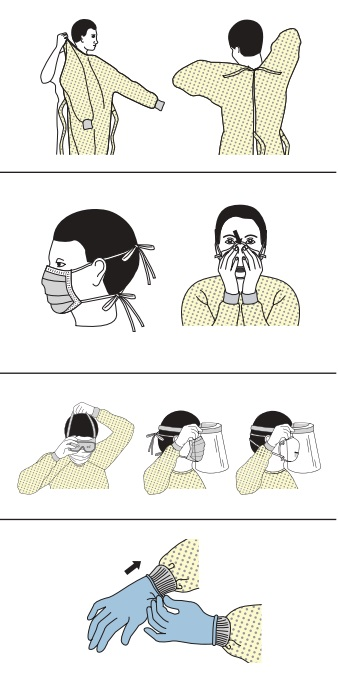
Le Center for Disease Control and Prevention (CDC) des États-Unis recommande quatre étapes pour mettre un EPI.

L'auto-isolement est recommandé pour les personnes atteinte de la Covid-19 ou qui soupçonnent avoir été infectées, incluant celles présentant des symptômes non spécifiques, afin de prévenir la transmission continue du virus et d'aider à Aplatir la courbe de transmission. Dans de nombreuses juridictions, comme le Royaume-Uni, cela est requis par la loi. Les directives sur l'auto-isolement varient d'un pays à l'autre.
Une bonne ventilation, une désinfection adéquate et l'élimination des déchets biologiques sont également essentiels pour limiter la propagation de l'infection.

### Équipement de protection individuelle
Des précautions doivent être prises pour minimiser le risque de transmission du virus, en particulier dans les établissements de soins de santé lors de procédures susceptibles de générer des aérosols, telles l' intubation ou la ventilation par ballon-masque. Pour les professionnels de la santé qui s'occupent de personnes atteintes de Covid-19, le CDC recommande de placer la personne infectée dans une chambre d'isolement à pression négative en plus d'utiliser les précautions standard, les précautions de contact et les précautions contre les particules aériennes.
Le CDC offre des lignes directrices pour l'utilisation des équipements de protection individuelle (EPI) pendant la pandémie. L'équipement recommandé est une blouse, un masque de protection ou un masque chirurgical, une protection oculaire et des gants médicaux,.
Lorsqu'ils sont disponibles, les masques chirurgicaux sont préférables aux masques artisanaux. Le CDC recommande l'utilisation de masques dans les lieux publics, lorsque la distanciation physique n'est pas possible ou lors d'interactions avec des personnes hors de son foyer. Les masques N95 sont approuvés dans les environnements industriels, mais la FDA en a autorisé l'utilisation hospitalière en vertu d'une autorisation d'utilisation d'urgence. Ils sont conçus pour protéger des particules en suspension dans l'air comme la poussière, mais leur efficacité contre un agent biologique spécifique n'est pas garantie. Lorsque les masques médicaux ne sont pas disponibles, le CDC recommande d'utiliser des écrans faciaux ou, en dernier recours, des masques faits maison.

## Soutien psychologique
Les personnes peuvent ressentir de la détresse face à l'isolation, aux restrictions de voyage, aux effets secondaires du traitement ou à la crainte d'être infecté,. Le contexte pandémique a aussi des effets collatéraux néfastes sur la santé mentale des populations touchées, notamment chez les jeunes adultes.
The Lancet a publié au Royaume-Uni un appel à l'action de 14 pages et a déclaré qu'un éventail de problèmes de santé mentale était susceptible de s'aggraver. La BBC a cité Rory O'Connor en disant : « L'isolement social accru, la solitude, l'anxiété pour la santé, le stress et une récession économique sont une tempête parfaite pour nuire à la santé mentale et au bien-être des gens »,.

## Populations spéciales

### Traitement concomitant d'autres conditions
Au début de la pandémie, des préoccupations théoriques ont été soulevées au sujet des inhibiteurs de l'ECA et des antagonistes des récepteurs de l'angiotensine. Cependant, des recherches ultérieures n'ont trouvé aucune preuve pour justifier l'arrêt de ces médicaments chez les personnes qui les prennent pour des conditions telles que l'hypertension artérielle,,. Une étude en avril 2020 a révélé que les personnes atteintes de COVID-19 et d'hypertension ont une mortalité toutes causes confondues plus faible lorsqu'elles prennent ces médicaments. Des préoccupations similaires ont été soulevées au sujet des anti-inflammatoires non stéroïdiens (AINS) tels que l'ibuprofène ; celles-ci ne sont pas non plus confirmées, et les AINS peuvent être utilisés pour soulager les symptômes du COVID-19 ou continuer à être utilisés par les personnes qui les prennent pour d'autres conditions.
Les personnes qui utilisent des corticostéroïdes topiques ou systémiques pour des affections respiratoires telles que l'asthme ou la bronchopneumopathie chronique obstructive devraient continuer à les prendre comme prescrit même si elles contractent le COVID-19.

### Pendant la grossesse
À ce jour, la plupart des essais cliniques liés au SARS-CoV-2 ont exclu les patientes enceintes ou allaitant, ou en ont inclus seulement quelques-unes. Cette limitation rend difficile la formulation de recommandations thérapeutiques fondées sur des preuves chez ces patientes et limite potentiellement leurs options de traitement contre la Covid-19. Le CDC américain recommande la prise de décision partagée entre le patient et l'équipe clinique lors du traitement des femmes enceintes avec des médicaments expérimentaux.

### Lignes directrices
- « JHMI Clinical Recommendations for Available Pharmacologic Therapies for COVID-19 » [PDF], The Johns Hopkins University
- « Bouncing Back From COVID-19: Your Guide to Restoring Movement », The Johns Hopkins School of Medicine
- « Guidelines on the Treatment and Management of Patients with COVID-19 », Infectious Diseases Society of America
- « Coronavirus Disease 2019 (COVID-19) Treatment Guidelines », National Institutes of Health
- OMS. (en) , ((World Health Organization)) Corticosteroids for COVID-19: living guidance, 2 September 2020 (rapport) (hdl 10665/334125)
- OMS. (en) , ((World Health Organization)) Therapeutics and COVID-19: living guideline, 17 December 2020 (rapport), 2020 (hdl 10665/337876)
- « Prise en charge clinique des patients ayant la COVID-19 : Lignes directrices provisoires canadiennes », SCSI et AMMI Canada